# Troglostygnopsis inops
Troglostygnopsis inops is een hooiwagen uit de familie Stygnopsidae.